# Pretty Lights
Дерек Винсент Смит (англ. Derek Vincent Smith, родился 25 ноября 1981), более известный как Pretty Lights, — американский электронный музыкант.

## Биография
Смит писал и продюсировал хип-хоп музыку, пока учился в старших классах школы в Форт-Коллинз, штат Колорадо, но музыка таких исполнителей, как Aphrodite, привлекла его к участию в Американских рейвах. После окончания школы Дерек поступил в Университет Колорадо Боулдер (англ. University of Colorado Boulder), однако был отчислен на первом же курсе, так как решил сосредоточиться на своей музыке.
В 2007 и 2008 гг. Смит и Кори Эберхард (англ. Cory Eberhard) начали играть на больших ночных мероприятиях, таких как STS9. Euphonic Conceptions Productions во многом повлияла на ранний успех Pretty Lights — обеспечила тур по США. Летом 2009 под псевдонимом Pretty Lights Смит и Эберхард играли на нескольких крупных американских музыкальных фестивалях, таких как Bonnaroo, Rothbury, the Electric Daisy Carnival, Wakarusa, Camp Bisco, а также 10KLF. Осенью им удалось успешно организовать свой фестиваль и проехаться по городам США.

## Стиль
Музыка Смитта в значительной степени основана на цифровом семплировании и смешивании разных жанров.